# Chutes Waterwheel
Waterwheel Falls est une cascade de la Sierra Nevada en Californie, située dans le parc national de Yosemite. C'est la plus grande des nombreuses chutes d'eau de la rivière Tuolumne. Sa partie supérieure contient une série de petits rebords, dont chacun crée un petit panache lorsque l'eau est déviée de la paroi rocheuse. 
Un phénomène régulier apparaît sur la première et la plus grande de ces corniches lors de la saison des hautes eaux du début de l'été : de fortes rafales de vent peuvent soulever une partie de l'eau et la repousser vers le haut, la faisant rentrer dans les chutes au-dessus du rebord . Cette "roue hydraulique" cyclique donne son nom aux chutes.